# Guberevac (Leskovac)
Pour les articles homonymes, voir Guberevac.
Guberevac (en serbe cyrillique : Губеревац) est une localité de Serbie située sur le territoire de la Ville de Leskovac, district de Jablanica. Au recensement de 2011, elle comptait 1 736 habitants.
Guberevac, également connu sous le nom de Guberevce, est officiellement classé parmi les villages de Serbie. La localité est située sur la route européenne E75.

## Démographie

### Évolution historique de la population
| 1948  | 1953  | 1961  | 1971  | 1981  | 1991  | 2002  | 2011  |
| ----- | ----- | ----- | ----- | ----- | ----- | ----- | ----- |
| 1 914 | 1 986 | 1 979 | 1 910 | 1 986 | 1 987 | 1 875 | 1 736 |

|  |